# Nemes László Norbert
Nemes László Norbert, DLA   (Kalocsa, 1969 –) karnagy, egyetemi tanár, a kecskeméti Kodály Zoltán Zenepedagógiai Intézet igazgatója.

## Tanulmányai
- 1992: Liszt Ferenc Zeneművészeti Egyetem – diploma: énektanár és karvezető
- 1995: University of Alberta, Canada – Master of Music in Choral Conducting
- 1999: Doctor of Music in Choral Conducting University of Alberta, Canada.
- Disszertációjának címe: A Contextual Study of László Lajtha's Magnificat

## Életpályája
A budapesti Liszt Ferenc Zeneművészeti Egyetem ének-zene tanár és karvezető szakán szerezte diplomáját. Karvezetésből doktori fokozatot szerzett a University of Alberta (Edmonton, Kanada) hallgatójaként. Tanárai Erdei Péter és Leonard Ratzlaff voltak. Tanulmányai alatt három alkalommal vett részt Frider Bernius mesterkurzusán. Négy évig a kecskeméti Nemzetközi Zenepedagógiai Intézet tantestületének volt tagja. 1997 és 2009 között a Magyar Rádió Gyermekkórusának társkarnagya. Jelenleg a kecskeméti Kodály Zoltán Zenepedagógiai intézet igazgatója, egyetemi docens. Karnagyként számos hangversenyen dirigált, felvételeket készített, turnézott a Gyermekkórussal számos európai városban és kétszer Japánban. Rendszeresen vesz részt különböző szemináriumok és kurzusok oktatói munkájában. Karnagyok számára tartott műhelyfoglalkozásokat Kanadában, Írországban, Lengyelországban, a Fülöp-szigeteken és Szingapúrban.

## Mesterkurzusok
- Frieder Bernius (Namur, Belgium)
- Michael Brewer (Manchester, Nagy-Britannia)
- Erdei Péter (Kecskemét)
- Eric Ericson (Edmonton, Alberta, Kanada)
- Simon Halsey (Haarlem, Hollandia)
- Johannes Moesus (Budapest)
- Robert Sund (Haarlem, Hollandia)
- Jon Washburn (Vancouver, British Columbia, Kanada)

## Oktatói tevékenysége
- 1997-2001: Kodály Zoltán Zenepedagógiai Intézet, Kecskemét - intézeti tanársegéd, majd adjunktus
- 2000-2010: Kodály Zoltán Ének-Zenei Általános Iskola és Gimnázium, Budapest, Marczibányi tér - ének-zene tanár
- 2001- 2007: Liszt Ferenc Zeneművészeti Egyetem Budapesti Tanárképző Intézete Zeneelmélet-Szolfézs-Karvezetés Tanszék - főiskolai docens, majd tanszékvezető
- 2007-2008: Liszt Ferenc Zeneművészeti Egyetem Zenepedagógia Tanszék - tanszékvezető
- 2008 óta: Kodály Zoltán Zenepedagógiai Intézet, Kecskemét intézetigazgató

## Vendégtanári állásai, mesterkurzusai
Rendszeresen részt vesz különböző szemináriumok és kurzusok oktatói munkájában. Karnagyok és zenetanárok számára tartott műhelyfoglalkozásokat az Amerikai Egyesült Államokban, Ausztráliában, Brazíliában, Finnországban, Fülöp-szigeteken, Görögországban, Hollandiában, Indonéziában, Írországban, Japánban, Kanadában, Kínában, Koreai Köztársaságban, Lengyelországban, Olaszországban, Portugáliában, Svájcban és Szingapúrban.

## Karvezetői tevékenysége, fontosabb koncertjei
- 1997-2010: a Magyar Rádió Gyermekkórusának társkarnagya

Számos koncert, rádiós élő adás, felvételek, koncertturnék Európában és kétszer Japánban. (Wien Modern Kortárs Zenei Fesztivál, Salzburgi Ünnepi Játékok, Milano Musica, hangversenykörút Olaszországban - Catania: Teatro Bellini, Firenze: Teatro Pergola, Torino: Conservatorio Verdi, Schleswig-Holstein Fesztivál, Minato Mirai Hall Yokohama)
2014 óta az Új Liszt Ferenc Kamarakórus  karnagya.
Évente 6-8 önálló hangverseny Budapest koncerttermeiben és vidéken, rádió felvétel, magyar kortárs zenei bemutatók.

## Tagságai
- Grand École Alma Mater Énekkar Egyesület - elnök
- Kokas Klára Agape Alapítvány - kuratóriumi elnök
- Nemzetközi Kodály Társaság - alelnök

## Díjai, elismerései
Bartók-Pásztory-díj (2005)